# Shosanbetsuïta
La shosanbetsuïta és un mineral de la classe dels elements natius. Rep el nom del riu Shosanbetsu, al Japó, la seva localitat tipus.

## Característiques
La shosanbetsuïta és un aliatge natural de fórmula química Ag₃Sn. Va ser aprovada com a espècie vàlida per l'Associació Mineralògica Internacional l'any 2019, sent publicada l'any 2021. Cristal·litza en el sistema ortoròmbic.
Les mostres que van servir per a determinar l'espècie, el que es coneix com a material tipus, es troben conservades a les col·leccions mineralògiques del Museu Nacional de la Natura i la Ciència de Tòquio (Japó), amb els números d'espècimen: nsm-m46178 i m46179.

## Formació i jaciments
Va ser descoberta a Minamichiyoda, a la localitat japonesa de Shosanbetsu, al districte de Tomamae (Subprefectura de Rumoi, Hokkaidō), on es troba formant una crosta al voltant de grans de yuanjiangita, d'un gruix màxim de ~4 μm. Aquest indret és l'únic a tot el planeta on ha estat descrita aquesta espècie mineral.